# Maître de Talbot
Le Maître de Talbot (ou Maître de John Talbot) est un maître anonyme enlumineur actif à Rouen dans les années 1440-1450. Il doit son nom à plusieurs manuscrits qu'il a peints pour John Talbot, alors que celui-ci est en résidence dans la capitale normande.

## Éléments biographiques et stylistiques
Ce maître anonyme a sans doute été formé à Paris, influencé par le Maître de Boucicaut mais les premières traces de son activité sont à Rouen alors que la Normandie est aux mains des Anglais. Il se retrouve fréquemment aux côtés d'un autre maître anonyme, le Maître de Fastolf dont il est très proche dans le style et par leurs collaborations dans différents manuscrits. Il réalise dans la ville de nombreux livres d'heures dont certains à l'usage de Sarum qui semble indiquer des commanditaires anglais. En 1449, après le retour de Rouen dans le giron français, le maître semble rester dans la ville, contrairement au Maître de Fastolf qui semble avoir suivi ses commanditaires en Angleterre. Il reçoit alors plusieurs commandes de l'échevinage de la ville de Rouen, qui devient le principal donneur d'ordre pour les enlumineurs de la ville au milieu du XVe siècle.
Son style est très proche du Maître de Fastolf même s'il maîtrise moins bien la représentation de l'espace et les effets de profondeurs.
Il ne doit pas être confondu avec un autre maître anonyme flamand du XVIe siècle appelé parfois Maître van Talbot.

## Principaux manuscrits attribués

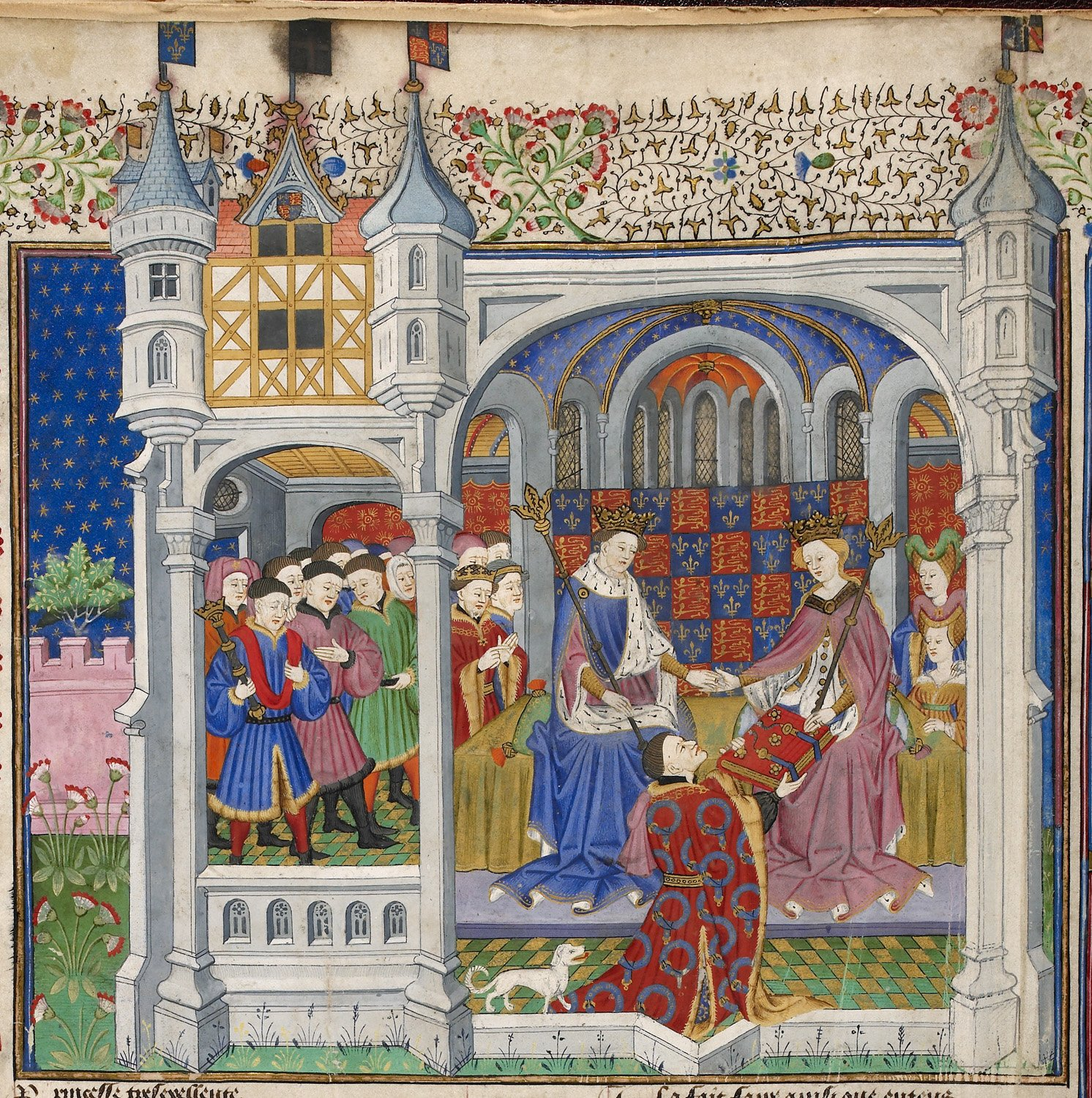
John Talbot offrant l'ouvrage qu'il a commandé à Marguerite d'Anjou à l'occasion de son mariage avec Henri VI. Livre de Talbot-Shrewsbury, British Library.

- Livre d'heures à l'usage de Thérouanne, en collaboration avec le Maître de Fastolf vers 1430-1440, Bibliothèque apostolique vaticane, Ms. Vat. Lat. 14.935[3] ;
- Livre d'heures à l'usage de Rouen, en collaboration avec le Maître de la Légende dorée de Munich, vers 1430-1440, Biblioteca nazionale Vittorio Emanuele III, Naples, I. B. 27[4] ;
- Des cas des nobles hommes et femmes, vers 1440, British Library, Royal 18. D. VII[5] ;
- Livre d'heures à l'usage de Rouen, vers 1440, ancienne Collection Liuba et Ernesto Wolf, vente Artcurial du 4 décembre 2012 (lot 39)[6] ;
- Des Cleres et nobles femmes, vers 1440, British Library, Royal 16. G. V[7] ;
- Li Livres dou Trésor de Brunetto Latini, une miniature, vers 1440, British Library, Royal 17. E. I[8] ;
- Livre d'heures à l'usage de Sarum, vers 1444 à Rouen, une miniature (saint Hildevert), Royal Irish Academy, Dublin, Ms.12 R 31[9] ;
- Livre de Talbot-Shrewsbury, compilation de romans et de poèmes à destination de John Talbot qui l'offre à Marguerite d'Anjou en 1445, miniatures en collaboration avec le Maître de Thomas Hoo et un suiveur du Maître de Beaufort, British Library, Londres, Royal 15. E. VI[10] ;
- Compilation de textes de Jean Golein, de Cicéron (traduits par Laurent de Premierfait) et Alain Chartier, pour l'échevinage de Rouen, vers 1450, BNF, Fr. 126[11],[12] ;
- Livre d'heures de John Talbot, aujourd'hui dispersé :
  - Fitzwilliam Museum, Cambridge, Ms. 40-1950,
  - Fitzwilliam Museum, Cambridge, Ms. 40-1951,
  - National Library of Scotland, Édimbourg, dépôt de la Blairs College Library ;
- Méditations sur la vie du Christ de saint Bonaventure dans une traduction de Jean Galopes dédiée à Henri V, scène de dédicace, Bibliothèque nationale de France, NAF 6.529 ;
- Faits et dits mémorables de Valère Maxime traduits en français, Bibliothèque royale de Belgique, Bruxelles, Ms. 9.078 ;
- Livre d'heures à l'usage de Sarum, ancienne collection Doheny, passé en vente chez Christie's le 2 décembre 1987 (lot 160) ;
- Livre d'heures à l'usage de Rouen, une partie à la BNF, Lat. 13.283, l'autre dans une collection particulière après être passée en vente chez Sotheby's le 25 juin 1985 (lot 97) ;
- Politiques, frontispice avec d'autres textes d'Aristote enluminés par le

Maître des Ethiques d'Aristote, pour l'échevinage de Rouen, vers 1452-1454, Bibliothèque municipale de Rouen, Ms. 927 (I-2) ;
- Livre d'heures à l'usage de Paris, Bibliothèque municipale de Chartres, Ms. 545 (détruit après un bombardement en 1944).

Manuscrits attribués à son atelier ou à des suiveurs :
- Livre d'heures à l'usage de Rouen, 12 miniatures à l'occasion d'une première campagne, vers 1440-1449, Morgan Library and Museum, M. 202[14] ;
- Faitz et gestes d'Alexandre de Quinte Curce, suiveur du Maître de Talbot en collaboration avec le Maître de Marguerite d'York, vers 1468-1481, Bibliothèque nationale autrichienne, Vienne, Cod. 2.566.